# Lithosia atroradiata
Lithosia atroradiata là một loài bướm đêm thuộc phân họ Arctiinae, họ Erebidae.